# Semlower Straße 32 (Stralsund)

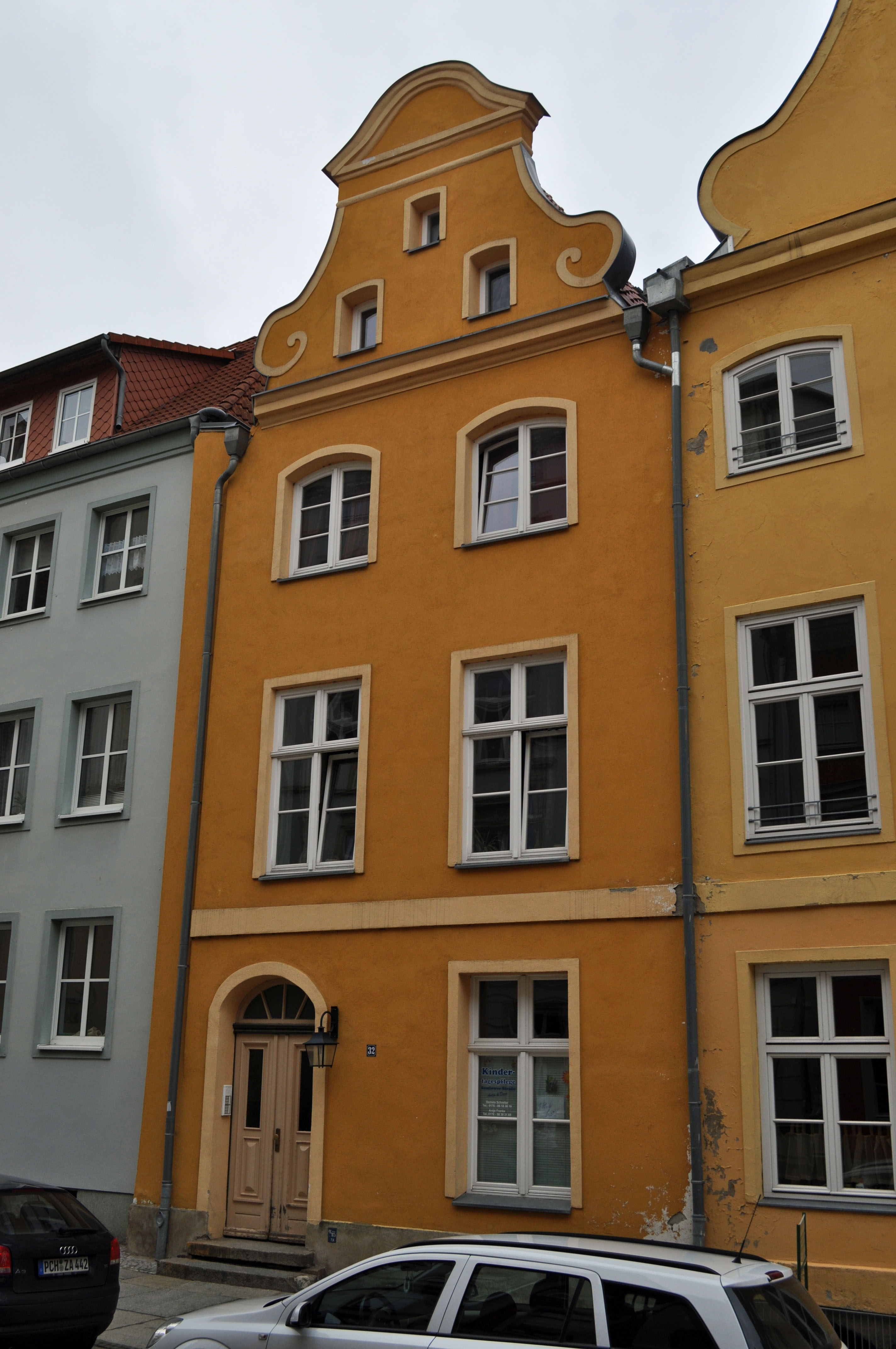
Das Haus Semlower Straße 32 in Stralsund (2012)

Das Gebäude mit der postalischen Adresse Semlower Straße 32 ist ein denkmalgeschütztes Bauwerk in der Semlower Straße in Stralsund.
Der dreigeschossige Putzbau mit Giebel stammt ursprünglich aus der Zeit um das Jahr 1300, bis ins 15. Jahrhundert wurde es als Backhaus genutzt. In der ersten Hälfte des 18. Jahrhunderts wurde der barocke Giebel aufgesetzt.
Das Gebäude wurde beim Bombenangriff auf Stralsund am 6. Oktober 1944 beschädigt. Bei der Sanierung wurden die Fenster im zweiten Obergeschoss denen des Nachbarhauses Semlower Straße 31 angeglichen.
Das Haus liegt im Kerngebiet des von der UNESCO als Weltkulturerbe anerkannten Stadtgebietes des Kulturgutes „Historische Altstädte Stralsund und Wismar“. In die Liste der Baudenkmale in Stralsund ist es mit der Nummer 711 eingetragen.